# Leave Right Now
Leave Right Now – piosenka napisana przez Ega White’a, a wykonywana przez Willa Younga. Pochodzi z drugiego albumu artysty, From Now On, i została wydana jako pierwszy singel go promujący. Utwór zajął pierwsze miejsce na liście UK Singles Chart, rozchodząc się w ilości stu siedemnastu tysięcy sprzedanych egzemplarzy w pierwszym tygodniu wydania. „Leave Right Now” stała się czwartym singlem artysty, który wskoczył na szczyty notowań w Wielkiej Brytanii. Piosenka pojawiła się także w wersji międzynarodowej na trzecim albumie Younga, Keep On.
Autor piosenki, Eg White, został w 2004 roku nominowany za jej stworzenie do Ivor Novello Award.

## Lista utworów

### CD1
1. „Leave Right Now” (Eg White)
2. „Ticket to Love” (na żywo z Exeter) (Cathy Dennis, Will Young)

### CD2
1. „Leave Right Now”
2. „Cry” (Young, Richard Stannard, Julian Gallagher)
3. „Leave Right Now” (wersja akustyczna)
4. „Leave Right Now” (wideo)

## Pozycje na listach przebojów
| Kraj              | Pozycja |
| ----------------- | ------- |
| Wielka Brytania   | 1       |
| Irlandia          | 1       |
| Liban             | 4       |
| Szwecja           | 6       |
| Norwegia          | 17      |
| Holandia          | 36      |
| Stany Zjednoczone | 81      |